# Tendencyjność
Tendencyjność – nieobiektywne i stronnicze prezentowanie rzeczywistości, najczęściej (np. w literaturze) w sposób podporządkowany wytycznym jakiejś idei. Przedstawienie takie jest z reguły niezgodnie z faktami i wyraża upodobania oraz punkt widzenia jakiejś osoby, czy grupy, np. w celu wsparcia danego celu politycznego. 